# ابوبکر آباکاروف
ابوبکر آباکاروف (به انگلیسی: Abubakr Abakarov؛ زادهٔ ۲۸ ژانویهٔ ۱۹۹۹) یک کشتی‌گیر آزادکار اهل کشور جمهوری آذربایجان است.
از افتخارات وی می‌توان به کسب مدال برنز قهرمانی کشتی جهان ۲۰۲۱ اشاره کرد.

## فعالیت حرفه‌ای

### قهرمانی کشتی جهان ۲۰۲۱
آباکاروف در وزن ۸۶ کیلوگرم کشتی آزاد قهرمانی کشتی جهان ۲۰۲۱ اسلو شرکت کرد، او در مسابقه های اول تا سوم احمد دوداروف از آلمان، محمد علی‌اف از اوکراین و ساندرو آمیناشویلی از گرجستان را شکست داد اما در نیمه نهایی توسط دیوید تیلور از آمریکا به شکل دردناکی ضربه فنی شد و به دیدار رده‌بندی رفت. وی در دیدار رده‌بندی بوریس ماکوجف از اسلواکی را شکست داد و مدال برنز را بدست آورد.